# 夏色 (柚子单曲)
《夏色》（なついろ）是日本民谣二重唱、J-Pop组合柚子（ゆず）的首张单曲。1998年6月3日由其所属公司Senha&Company发售。
本曲也被用作京急上大岡站的列車接近時的提示音樂。

## 销量
同年7月第一周，销量进入oricon榜前30位；9月第一周进入前20位，第三周达到最高17位。
2011年 iTunes Store 年度销量仍达79位。

## 收录曲
1. 夏色（3:21）
  - 作詞・作曲: 北川悠仁
在演唱会时，通常唱完本曲后，观众会默契地要求安可。乐队总会再一次演唱本曲的副歌部分。[5]
歌曲被认为是夏天题材最佳音乐作品之一。
2. 大傻瓜（大バカ者）（2:49）
  - 作詞・作曲: 岩泽厚治
3. 写给你的歌（贈る詩）（2:49）
  - 作詞・作曲: 北川悠仁

## 收录作品
- 夏色
  - ゆず一家（日语：ゆず一家）
  - ゆずスマイル（日语：ゆずスマイル）
  - Going Home（日语：Home 1997-2000）
- 夏色（Live Version #1）
  - 歌時記 〜サクラサク篇〜（日语：歌時記 〜サクラサク篇〜）
- 夏色（Live Version #2）
  - 歌時記 〜ふたりのビッグ（エッグ）ショー篇〜（日语：歌時記 〜ふたりのビッグ（エッグ）ショー篇〜）
- 大バカ者
  - 专辑未收录
- 贈る詩
  - ゆず一家（日语：ゆず一家）

## 电视出演
- 第54回NHK紅白歌合战（2003年12月31日，NHK）
以「例如夏色...」为题的混合曲，与《浓》《直到重逢的那天》混合曲共同披露。
- 我们的音乐2（2005年6月17日，富士电视台）
- Music Lovers（2008年5月4日，日本电视台）
- SMAP×SMAP（2009年4月20日，关西电视台・富士电视台）
- とくばん（2009年9月20日，TBS）
- Music Station圣诞节特殊直播2010（2010年12月24日，朝日电视台）[6]
单曲《from》同时披露。
- Music Fair（2011年，富士电视台）